# Frederica Potter
Frederica Potter è il personaggio letterario che fa da filo conduttore fra i romanzi di Antonia Susan Byatt La vergine nel giardino, Natura morta, La torre di Babele, Una donna che fischia.
Figlia di Bill e di Winifred Potter, sorella minore di Stephanie Potter, sorella maggiore di Marcus Potter, nel primo romanzo della saga, La vergine nel giardino, Frederica è un'adolescente inquieta, desiderosa di trovare la sua strada, innamorata del docente ed autore teatrale Alexander Wedderburn. Frederica interpreta la parte della giovane regina Elisabetta I in un dramma scritto da Wedderburn (il titolo del romanzo fa proprio riferimento alla figura della sovrana inglese).
Nel secondo romanzo, Natura morta, Frederica è una studentessa universitaria disinibita e vivace, ma la sua gioia di vivere viene smorzata dall'improvvisa morte della sorella Stephanie. I riferimenti alla pittura contenuti nel romanzo sono in parte legati al fatto che Alexander Wedderburn compone un nuovo dramma, incentrato sulla figura di Vincent van Gogh.
Nel terzo romanzo, La torre di Babele, Frederica, che dopo la morte della sorella ha accettato di sposare Neigel Reiver, affronta le vicissitudini del divorzio e riesce ad ottenere l'affidamento del figlio Leo, dopo aver lottato per affermare la propria indipendenza economica, professionale ed intellettuale. Per guadagnarsi da vivere, Frederica comincia ad insegnare letteratura presso una scuola d'arte e in un corso serale, dove conosce John Ottokar che diventa suo amante. Collabora inoltre con una casa editrice che, su suo consiglio, pubblica il romanzo La torre del balbettio. Il romanzo suscita scandalo e l'autore e l'editore affrontano un processo che li vedrà alla fine assolti.
Nel quarto romanzo, Una donna che fischia, Frederica ottiene il successo come conduttrice di una trasmissione televisiva e pubblica una sua raccolta di testi intitolata Laminazioni. Il personaggio di Frederica nell'ultimo capitolo della saga perde la sua centralità. Il titolo allude alle fischianti, personaggi fantastici di un libro che Agatha Mond, con la quale Frederica condivide l'abitazione, ha scritto e dedicato alla propria figlia Saskia e al figlio di Frederica Leo.